# Elizabeth Sarnoff
Elizabeth "Liz" Sarnoff er en amerikansk manuskriptforfatter og producer. Hun har skrevet til bl.a. NYPD Blue, Crossing Jordan, Deadwood og Lost. Hun var også producer på Deadwood.

## Deadwood-afsnit
- "Here Was a Man"
- "Suffer the Little Children"
- "New Money"
- "Amalgamation and Capital"

## Lost-afsnit
- "Abandoned"
- "The Hunting Party" (med Christina M. Kim)
- "The Whole Truth" (med Christina M. Kim)
- "Two for the Road" (med Christina M. Kim)
- "Further Instructions" (med Carlton Cuse)
- "Stranger in a Strange Land" (med Christina M. Kim)
- "Left Behind" (med Damon Lindelof)
- "The Man Behind the Curtain" (med Drew Goddard)